# جو دیویس (بازیکن فوتبال، زاده ۱۹۲۶)
جو دیویس (انگلیسی: Joe Davies; ۳۰ ژانویهٔ ۱۹۲۶ – ۱۲ ژوئن ۱۹۷۳) بازیکن فوتبال اهل بریتانیا بود.